# 642 (numero)
Seicentoquarantadue (642) è il numero naturale dopo il 641 e prima del 643.

## Proprietà matematiche
- È un numero pari.
- È un numero composto con 8 divisori: 1, 2, 3, 6, 107, 214, 321, 642. Poiché la somma dei suoi divisori (escluso il numero stesso) è 654 > 642, è un numero abbondante.
- È un numero sfenico.
- È un numero palindromo e un numero ondulante nel sistema numerico esadecimale (282).
- È parte delle terne pitagoriche (642, 856, 1070), (642, 11440, 11458), (642, 34344, 34350), (642, 103040, 103042).

## Astronomia
- 642 Clara è un asteroide della fascia principale del sistema solare.
- NGC 642 è una galassia spirale della costellazione dello Scultore.

## Astronautica
- Cosmos 642 è un satellite artificiale russo.